# Touriga nacional
Le Touriga nacional est un cépage noir portugais qui donne des vins de grande qualité. Grâce à ses faibles rendements, cette variété à petits grains et peaux épaisses, joue un rôle essentiel dans les assemblages du vin de Porto, et elle est de plus en plus utilisée dans les autres appellations comme le  Douro et le Dão. Ce cépage apporte au vin puissance et équilibre. Il lui donne son corps, sa complexité et sa structure, avec des tanins et des arômes concentrés de fruits noirs et de fleurs.

## Synonymes

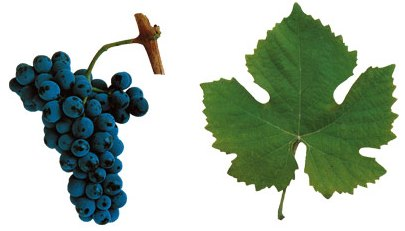
Raisin et feuille de touriga nacional.

Bical Tinto, Mortágua, Mortágua Preto, Preto Mortágua, Touriga, Touriga Fina, Tourigao, Tourigo Antigo, Tourigo do Dão et Turiga.